# Elachista serricornis
Elachista serricornis là một loài bướm đêm thuộc họ Elachistidae. Nó được tìm thấy ở Fennoscandia và miền bắc Nga to miền bắc Ý và from Ireland to Ba Lan và Hungary.
Sải cánh dài 7–8 mm.

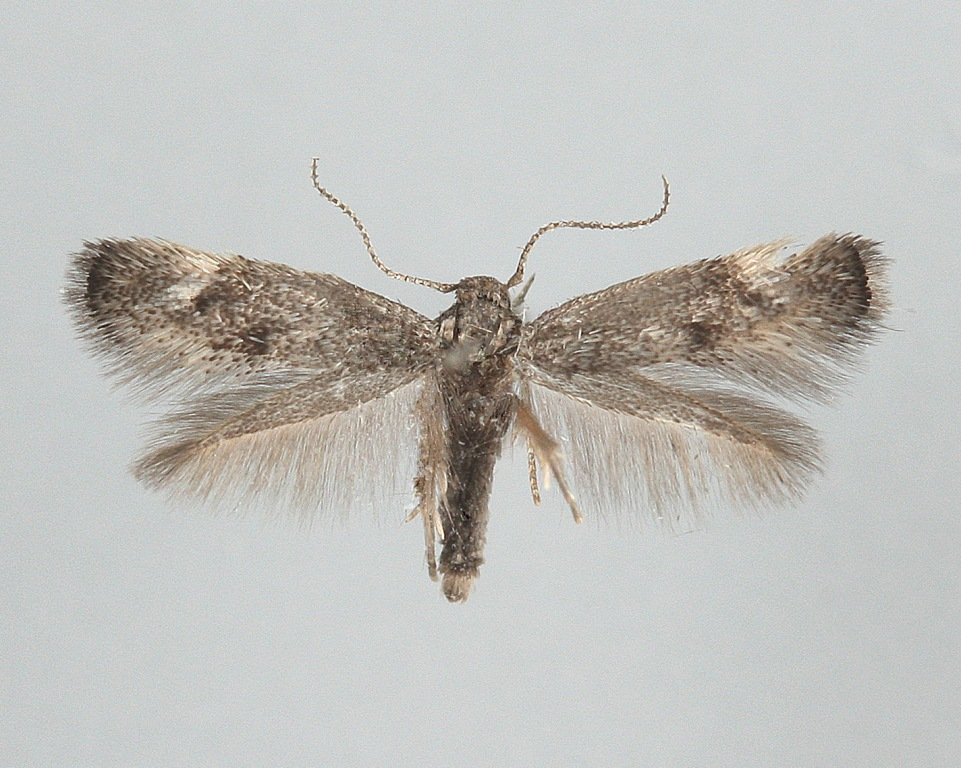
Male

Ấu trùng ăn Carex elata, Carex ericetorum, Carex ferruginea, Carex sylvatica, Carex vesicaria, Eriophorum angustifolium, Eriophorum latifolium, Eriophorum vaginatum và Scirpus sylvaticus.